# Polyplectropus hymenochilus
Polyplectropus hymenochilus là một loài Trichoptera thuộc họ Polycentropodidae. Chúng phân bố ở vùng Tân nhiệt đới.